# Hernicourt
Hernicourt là một xã ở tỉnh Pas-de-Calais ở vùng Hauts-de-France, Pháp.